# Station Vitré
Station Vitré is een spoorwegstation in de Franse gemeente Vitré.